# Abdul Samay Hamed
Abdul Samay Hamed, född okänt år i Badakhshan, Afghanistan, är en afghansk författare, utgivare, satiriker, poet och tecknare.

## Biografi
Hamed är en av Afghanistans största pressfrihetsröster. Den amerikanska tidningen The Village Voice beskrev honom 2003 som "en av Afghanistans skarpsinnigaste politiska satiriker".
1998 flydde han från talibanerna i exil. 2002 återvände han för att skapa tidningen Telaya och föreningen Association for the Defense of Afghan Writers' Rights. Hans författarskap har skapat fiender. I april 2003 attackerades han av två män med knivar i Kabul ". 2010 tilldelades han Tucholskypriset av Svenska PEN. Han har också tilldelats ”CPJ International Press Freedom Awards” två gånger, 2003 och 2013.